# Marlon Riggs
Pour les articles homonymes, voir Riggs.
Marlon Troy Riggs (Fort Worth, 3 février 1957-Oakland, 5 avril 1994), est un réalisateur, éducateur, poète et militant pour les droits LGBT américain. Ses films rendent compte des représentations passées et présentes de la race et de la sexualité aux États-Unis.

## Biographie
La profession de son père militaire l'amène à passer sa jeunesse au Texas, en Géorgie et en Allemagne de l'Ouest. Dès le collège à Hephzibah (Géorgie), il est en butte aux insultes racistes et homophobes. Il étudie l'histoire à l'Université Harvard. Il obtient un master de journalisme avec une spécialisation en film documentaire en 1981 à l'Université de Californie à Berkeley. Il devient professeur titulaire à la Berkeley Graduate School of Journalism.

## Filmographie partielle
- 1987 : Ethnic Notions
- 1989 : Tongues Untied
- 1992 : Color Adjustment
- 1993 : Je Ne Regrette Rien (No Regrets) (court métrage)
- 1995 : Black Is...Black Ain't

## Récompenses et distinctions
- Emmy Award 1988 : meilleur documentaire pour Ethnic Notions[3]
- Los Angeles Film Critics Association Awards 1990 : meilleur film indépendant ou expérimental pour Tongues Untied[4]
- Teddy Award 1990 : meilleur documentaire/essai pour Tongues United[4]
- Festival international du film de San Francisco 1995 : prix Golden Gate du film documentaire de la Bay Area pour Black Is... Black Ain't